# Вербівська сільська громада
Вербівська сільська об'єднана територіальна громада — об'єднана територіальна громада в Україні, в Нижньосірогозькому районі Херсонської області. Адміністративний центр — село Верби.

## Загальна інформація
Площа громади — 240,95 км², населення — 2039 мешканці (2019).

## Населені пункти
До складу громади входять 6 сіл: Верби, Дем'янівка, Донцове, Зернове, Партизани та Чеховка.

## Історія
Утворена 2019 року шляхом об'єднання Вербівської та Дем'янівської сільських рад Нижньосірогозького району Херсонської області.
Перші вибори депутатів ради та голови громади відбулись 22 грудня 2019 року.
Ліквідована 12 червня 2020 року, відповідно до розпорядження Кабінету Міністрів України № 726-р «Про визначення адміністративних центрів та затвердження територій територіальних громад Херсонської області». Територію та населені пункти громади включено до складу Нижньосірогозької територіальної громади Генічеського району Херсонської області.